# ليندسي نورث
ليندسي نورث (بالإنجليزية: Lindsay North)‏ هو سياسي أسترالي، ولد في 26 أغسطس 1911، وتوفي في 27 أبريل 1984. نشط حزبياً في حزب العمال الأسترالي. وقد انتخب عضو المجلس التشريعي نيو ساوث ويلز.